# Corbin Fisher
Corbin Fisher – amerykańska wytwórnia filmowa zajmująca się produkcją gejowskich filmów pornograficznych, z siedzibą w Las Vegas w stanie Nevada. Studio prowadziło strony internetowe pod adresem CorbinFisher.com, a także AmateurCollegeMen.com, AmateurCollegeSex.com, CFSelect.com, CorbinFisherLive.com, CorbinsCoeds.com i ShopCorbinFisher.com. Jason Gibson, założyciel Corbin Fisher, który użył tego samego nazwiska jako pseudonimu, wcześniej był policjantem i zajmował się zarządzaniem zasobami ludzkimi. Zaczął filmować mężczyzn i robić filmy w wolnym czasie, a w 2004 założył stronę internetową CorbinFisher.com. We wrześniu 2008 firma wydała swoje pierwsze pełnometrażowe DVD. Od 2009 firma współpracowała z europejskim studiem Bel Ami przy produkcji i dystrybucji filmów.
Produkty Corbin Fisher zostały dobrze przyjęte, zarówno przez innych w branży, jak i przez komentatorów medialnych. W 2006 Corbin Fisher zdobył nagrodę Cybersocket Awards w kategorii Adult Gay Megasite. Od tego czasu był wielokrotnie nagradzany w branży; zarówno za treści wideo, jak i stron internetowych. Firma otrzymała nagrodę doskonałości Free Speech Coalition (FSC) podczas gali wręczenia Cybersocket Awards w 2010 i Xbiz Awards w kategorii „Gejowska witryna roku” w 2011.
Swoją karierę w wytwórni Corbin Fisher rozpoczął m.in. Johnny Castle.

## Realizacje DVD
- The Best Of Lucas: Volume 1 (2008)
- 3-Ways: Volume 1 (2008)
- First Times: Volume 1 (2009)
- Lucas & Dawson Down Under (2009)
- Down on the Farm (2009)
- Fraternity/Sorority Mixers (2012)
- Freshman Class: Volume 1 (2012)
- Multiplication Tables (2012)
- Pura Vida (2013)
- Magna Cum Loudly (2013)
- Hot, Ripped, & Raw (2014)
- Connor Unleashed (2014)